# Калорійна булочка
Калорійна булочка або булочка підвищеної калорійності — хлібобулочний виріб, розроблений у 1940-х роках у СРСР, широко відомий на територіях колишнього СРСР. Булочка містить у складі горіхи та родзинки, випускалася за ГОСТ 9712-61.

## Історія
За однією з версій, ця булочка з'явилася в царський час, коли генерал-губернатор Закревський виявив у сайці булочника Філіппова таргана, що випадково потрапив туди. Філіппов, виправдовуючись, з'їв залишок сайки з комахою, і заявив, що це родзинки, і для підтвердження своїх слів випік сайок з родзинками, які сподобалися людям.
Оригінальний рецепт був розроблений в СРСР як поживний продукт для ослаблених і втомлених людей, а також для дитячого харчування. Виготовляючись з дуже здобного тіста, відрізнялася ситністю і широко використовувалася як частина раціону в школах та дитячих садках щонайменше до кінця 1990-х років. У розмовній мові мала назву «калорійка» і була досить популярна. За спогадами Ю. Гаврилова, стандартний раціон у дитячому садку початку 1950-х років був таким: «склянка кефіру, або ацидофіліну, або кип'яченого молока, шматочок сирної запіканки, або калорійна булочка з декількома горіхами арахісу».
Булочку вже не подають у школах через нинішню боротьбу з калорійними продуктами.

## Опис
Відповідно до ГОСТ 9712-61 булочка повинна мати масу 100 грамів, округлу форму, глянсову поверхню з посипанням мигдалем або горіхом. Колір має бути від світло-коричневого до просто коричневого. Також можуть бути ванільними, лимонними та шафранними. Булочки повинні бути реалізовані протягом 16 годин після виймання з печі.